# Bộ Tổ chức Trung ương Đảng Cộng sản Trung Quốc
Bộ Tổ chức Ủy ban Trung ương Đảng Cộng sản Trung Quốc (tiếng Trung: 中国共产党中央委员会组织部, bính âm Hán ngữ: Zhōngguó gòngchǎndǎng zhōngyāng wěiyuánhuì zǔzhī bù, từ Hán - Việt: Trung Quốc Cộng sản Đảng Trung ương Ủy viên Hội Tổ chức Bộ), với các tên gọi khác là: Bộ Tổ chức Trung Cộng Trung ương (中共中央组织部), Bộ Trung Tổ (中组部) hoặc Ban Tổ chức Trung ương Đảng là một cơ quan trực thuộc của Ủy ban Trung ương Đảng Cộng sản Trung Quốc.
Bộ Tổ chức Trung ương là một cơ quan quan trọng và đặc biệt của hệ thống lãnh đạo Đảng và Nhà nước Cộng hòa Nhân Dân Trung Hoa, với chức năng bao gồm tham mưu cho nhà lãnh đạo tối cao, Ban Thường vụ Bộ Chính trị, Bộ Chính trị và Ủy ban Trung ương, tiến hành hệ thống tổ chức đơn vị trung ương và địa phương, kiến thiết hệ thống công vụ viên Đảng và Nhà nước cấp cao.

## Lịch sử tổ chức
Đảng Cộng sản Trung Quốc được thành lập năm 1921. Tới tháng 5 năm 1924, Ủy ban Trung ương Đảng Cộng sản Trung Quốc chính thức quyết định thành lập Bộ Tuyên truyền, Bộ Tổ chức, Bộ Công nhân và Nông dân. Mao Trạch Đông được bổ nhiệm làm Bộ trưởng Bộ Tổ chức. Trong thời gian đầu, "Nghị quyết về các vấn đề tổ chức" của Đại hội Đảng lần thứ tư đã chỉ ra rằng: việc thành lập một bộ phận tổ chức trung ương trọng yếu đóng vai trò thực sự hướng dẫn các tổ chức đảng địa phương.
Vào ngày 20 tháng 3 năm 1943, Bộ Chính trị Ủy ban Trung ương Đảng Cộng sản Trung Quốc đã thông qua "Quyết định của Ủy ban Trung ương Đảng Cộng sản Trung Quốc về Điều chỉnh và Đơn giản hóa các tổ chức Trung ương", mọi vấn đề chính trị, tư tưởng, quân sự, chính sách đều được thảo luận và phê duyệt tại cuộc họp của Bộ Chính trị. Theo Bộ Chính trị và Ban Bí thư, Ban Tuyên giáo và Ban Tổ chức được thành lập với tư cách là cơ quan trợ lý của Bộ Chính trị và Ban Bí thư. Mao Trạch Đông từng là Bí thư Ủy ban Tuyên truyền, và Lưu Thiếu Kỳ từng là Bí thư Ủy ban Tổ chức. Ủy ban Tổ chức chịu trách nhiệm quản lý thống nhất, bao gồm cả Ban công tác trung ương, Ban Công tác Mặt trận thống nhất, Ủy ban Công tác Phong trào Dân chủ, Cục Nghiên cứu Trung ương và Ủy ban Công tác hải ngoại. Bộ Tổ chức hiện đang là cơ quan hàng đầu của Tiểu tổ Lãnh đạo Công tác Kiến thiết Trung ương.
Tháng 3 năm 2018, đề án kế hoạch cải cách thể chế Nhà nước do Ủy ban Trung ương Đảng Cộng sản Trung Quốc ban hành tuyên bố, Bộ Tổ chức Trung ương quản lý công việc của công vụ viên một cách thống nhất. Quản lý cán bộ, thiết lập và cải thiện hệ thống quản lý thống nhất, tiêu chuẩn hóa và hiệu quả, sáp nhập Cục Công vụ Quốc gia vào Bộ Tổ chức Trung ương. Bộ Tổ chức Trung ương chủ quản Cục Dịch vụ Dân sự Quốc gia. Nhiệm vụ của Bộ Tổ chức được nhấn mạnh là thống nhất quản lý điều tiết và triển khai công vụ, đánh giá công tác hoạt động, đào tạo và tập trung chức năng, nghiên cứu và xây dựng chính sách quản lý công vụ viên, dự thảo luật, quy định và tổ chức, thực hiện, hướng dẫn xây dựng đội ngũ công chức quốc gia, quản lý hiệu suất, chịu trách nhiệm về quản lý công chức quốc gia.

## Trách nhiệm
Trách nhiệm của Bộ Tổ chức Trung ương được quy định theo Quy chế công tác của Bộ Tổ chức:
1. Chịu trách nhiệm chính trong việc hướng dẫn, tổ chức và quản lý ý kiến về xây dựng tổ chức cơ sở của Đảng, quản lý giáo dục đảng viên, phát triển đảng viên, quản lý lệ phí Đảng, hệ thống công tác Đảng và hệ thống đời sống Đảng.
2. Chịu trách nhiệm chính cho việc quản lý vĩ mô của đội ngũ lãnh đạo và đội ngũ cán bộ, bao gồm lập kế hoạch, nghiên cứu và hướng dẫn về hệ thống quản lý, chính sách và quy định, cải cách hệ thống cán bộ và nhân sự.
3. Chịu trách nhiệm chính cho công việc thúc đẩy tài năng quốc gia, quản lý vĩ mô xây dựng đội ngũ tài năng, nghiên cứu và xây dựng các chính sách, quy định, hướng dẫn và điều phối công việc của các đồng chí đặc biệt, giới thiệu các nhân sự tài năng cấp cao ở nước ngoài, thực hiện công việc liên hệ với các chuyên gia cao cấp.
4. Chịu trách nhiệm chính trong việc lập kế hoạch tổng thể, hướng dẫn vĩ mô, phối hợp, giám sát và kiểm tra, định mức hệ thống của công tác giáo dục và đào tạo cán bộ trong nước, hướng dẫn phân loại giáo dục và đào tạo cán bộ, hợp tác quốc tế và trao đổi giáo dục đào tạo cán bộ.
5. Chủ yếu chịu trách nhiệm giám sát việc lựa chọn, bổ nhiệm các nhóm lãnh đạo, cán bộ lãnh đạo Đảng và Nhà nước, thực hiện các đạo luật và quy định có liên quan.
6. Chịu trách nhiệm chính trong việc xây dựng và hướng dẫn vĩ mô chính sách hoạt động của cán bộ đã nghỉ hưu, bao gồm thực hiện đối xử chính trị và đối xử đời sống với cán bộ đã nghỉ hưu.

## Cơ cấu tổ chức
Nhánh cơ quan trực thuộc Bộ Tổ chức Trung ương:
- Văn phòng Bộ Tổ chức
- Cục Tổ chức thứ nhất
- Cục Tổ chức thứ hai (Xây dựng cơ quan tổ chức Đảng cơ sở)
- Cục Giám sát cán bộ (干部监督局)
- Cục Giáo dục cán bộ (干部教育局)
- Cục Điều phối cán bộ (Cục I)
- Cục Đảng Chính và Ngoại sự cán bộ (Cục II)
- Cục Kinh tế và Giáo dục khoa học cán bộ (Cục III)
- Cục Cơ quan cán bộ Trung ương và Quốc gia (Cục IV)
- Cục Xí nghiệp cán bộ (Cục V)
- Cục Cán bộ lão thành (老干部局)
- Cục Công tác nhân tài (人才工作局)
- Cục Công vụ viên thứ nhất
- Cục Công vụ viên thứ hai
- Cục Công vụ viên thứ ba
- Cục Nhân sự (人事局)
- Cục Quản lý cơ quan trực thuộc (直属机关管理局)
- Đảng ủy cơ quan (机关党委)

Tổ chức thuộc quản lý:
- Viện Kiến thiết xây dựng Đảng (党建研究所)
- Nhà xuất bản Xây dựng Đảng (党建读物出版社)
- Sở Nhà khách Bộ Tổ chức (中共中央组织部机关招待所)

## Thế hệ lãnh đạo Bộ Tổ chức
Ủy viên Ủy ban Trung ương Đảng Cộng sản Trung Quốc       Ủy viên Bộ Chính trị hay Lãnh đạo cấp Phó Quốc gia       Ủy viên Ban Thường vụ Bộ Chính trị hay Lãnh đạo cấp Quốc gia       Lãnh đạo Quốc gia tối cao
| STT                                                                                 | Họ tên                          | Sinh                            | Tộc/Giới                        | Quê quán                        | Nhiệm kỳ                        | Ghi chú                                                              | liên kết=                       |
| Chủ nhiệm Bộ Tổ chức Trung ương                                                     | Chủ nhiệm Bộ Tổ chức Trung ương | Chủ nhiệm Bộ Tổ chức Trung ương | Chủ nhiệm Bộ Tổ chức Trung ương | Chủ nhiệm Bộ Tổ chức Trung ương | Chủ nhiệm Bộ Tổ chức Trung ương | Chủ nhiệm Bộ Tổ chức Trung ương                                      | Chủ nhiệm Bộ Tổ chức Trung ương |
| ----------------------------------------------------------------------------------- | ------------------------------- | ------------------------------- | ------------------------------- | ------------------------------- | ------------------------------- | -------------------------------------------------------------------- | ------------------------------- |
| 1                                                                                   | Trương Quốc Đào                 | 1897 - 1979                     | Hán/Nam                         | Giang Tây                       | 07/1921 - 07/1922               | Ly khai Đảng, thuộc Quốc Dân Đảng                                    |                                 |
| Bộ trưởng Bộ Tổ chức Trung ương                                                     |                                 |                                 |                                 |                                 |                                 |                                                                      |                                 |
| 1                                                                                   | Trương Quốc Đào                 | 1897 - 1979                     | Hán/Nam                         | Giang Tây                       | 07/1922 - 06/1923               | Ly khai Đảng, thuộc Quốc Dân Đảng                                    |                                 |
| 2                                                                                   | Mao Trạch Đông                  | 1893 - 1976                     | Hán/Nam                         | Hồ Nam                          | 05/1924 - 01/1925               | Lãnh tụ tối cao thứ nhất                                             |                                 |
| Chủ nhiệm Bộ Tổ chức Trung ương (lần thứ hai)                                       |                                 |                                 |                                 |                                 |                                 |                                                                      |                                 |
| 3                                                                                   | Trần Độc Tú                     | 1879 - 1942                     | Hán/Nam                         | An Huy                          | 01/1925 - 04/1927               | Tham gia sáng lập Đảng 1921, bị khai trừ 1927                        |                                 |
| 1                                                                                   | Trương Quốc Đào                 | 1897 - 1979                     | Hán/Nam                         | Giang Tây                       | 05/1927 - 07/1927               | Ly khai Đảng, thuộc Quốc Dân Đảng                                    |                                 |
| 4                                                                                   | Lý Duy Hán                      | 1896 - 1984                     | Hán/Nam                         | Hồ Nam                          | 08/1927 - 09/1927               |                                                                      |                                 |
| 5                                                                                   | La Diệc Nông                    | 1902 - 1928                     | Hán/Nam                         | Hồ Nam                          | 09/1927 - 11/1927               | Hi sinh năm 1928, bởi Quốc Dân Đảng                                  |                                 |
| Chủ nhiệm Cục Tổ chức Trung ương (chuyển Bộ thành Cục)                              |                                 |                                 |                                 |                                 |                                 |                                                                      |                                 |
| 5                                                                                   | La Diệc Nông                    | 1902 - 1928                     | Hán/Nam                         | Hồ Nam                          | 11/1927 - 01/1927               | Hi sinh năm 1928, bởi Quốc Dân Đảng                                  |                                 |
| 6                                                                                   | Chu Ân Lai                      | 1898 - 1976                     | Hán/Nam                         | Giang Tô                        | 01/1928 - 07/1928               | Tổng lý Chu Ân Lai                                                   |                                 |
| Bộ trưởng Bộ Tổ chức (đổi tên lần hai)                                              |                                 |                                 |                                 |                                 |                                 |                                                                      |                                 |
| 6                                                                                   | Chu Ân Lai                      | 1898 - 1976                     | Hán/Nam                         | Giang Tô                        | 07/1928 - 02/1930               | Tổng lý Chu Ân Lai                                                   |                                 |
| 7                                                                                   | Hạng Anh                        | 1898 - 1941                     | Hán/Nam                         | Hồ Bắc                          | 11/1928 - ?                     | Quyền Bộ trưởng                                                      |                                 |
| Chủ nhiệm Cục Tổ chức Trung ương (chuyển Bộ thành Cục lần hai)                      |                                 |                                 |                                 |                                 |                                 |                                                                      |                                 |
| 8                                                                                   | Hướng Trung Phát                | 1880 - 1931                     | Hán/Nam                         | Thượng Hải                      | 02/1930 - 08/1930               | Tổng Bí thư thứ ba, hi sinh bởi Quốc Dân Đảng                        |                                 |
| 6                                                                                   | Chu Ân Lai                      | 1898 - 1976                     | Hán/Nam                         | Giang Tô                        | 02/1930 - 03/1930               | Phụ trách thực tế                                                    |                                 |
| 9                                                                                   | Lý Lập Tam                      | 1899 - 1967                     | Hán/Nam                         | Hồ Nam                          | 03/1930 - 08/1930               | Phụ trách thực tế, Tổng Bí thư thứ tư, qua đời bởi Cách mạng văn hóa |                                 |
| Bộ trưởng Bộ Tổ chức (đổi tên lần ba)                                               |                                 |                                 |                                 |                                 |                                 |                                                                      |                                 |
| 6                                                                                   | Chu Ân Lai                      | 1898 - 1976                     | Hán/Nam                         | Giang Tô                        | 09/1930 - 01/1931               | Tổng lý Chu Ân Lai                                                   |                                 |
| 10                                                                                  | Khang Sinh                      | 1898 - 1975                     | Hán/Nam                         | Sơn Đông                        | 01/1931 - 03/1931               | Thường vụ Chính trị, Tứ Nhân Bang                                    |                                 |
| 11                                                                                  | Lý Trúc Thanh                   | 1903 - 1973                     | Hán/Nam                         | An Huy                          | 03/1931 - 1932                  | Quyền Bộ trưởng                                                      |                                 |
| 12                                                                                  | Hoàng Lệ                        | 1908 - 1940                     | Hán/Nam                         | Phúc Kiến                       | 1932 - ?                        |                                                                      |                                 |
| Bộ trưởng Bộ Tổ chức Trung ương Cục (đổi tên lần thứ tư)                            |                                 |                                 |                                 |                                 |                                 |                                                                      |                                 |
| 13                                                                                  | Nhậm Bật Thời                   | 1904 - 1950                     | Hán/Nam                         | Hồ Nam                          | 01/1933 - 03/1933               |                                                                      |                                 |
| 4                                                                                   | Lý Duy Hán                      | 1896 - 1984                     | Hán/Nam                         | Hồ Nam                          | 03/1933 - ?                     |                                                                      |                                 |
| Chủ nhiệm Cục Tổ chức Trung ương (chuyển Bộ thành Cục lần ba)                       |                                 |                                 |                                 |                                 |                                 |                                                                      |                                 |
| 10                                                                                  | Khang Sinh                      | 1898 - 1975                     | Hán/Nam                         | Sơn Đông                        | 12/1931 - ?                     | Thường vụ Chính trị, Tứ Nhân Bang                                    |                                 |
| 11                                                                                  | Lý Trúc Thanh                   | 1903 - 1973                     | Hán/Nam                         | An Huy                          | ?                               |                                                                      |                                 |
| 14                                                                                  | Khổng Nguyện                    | 1906 - 1990                     | Hán/Nam                         | Giang Tây                       | 1932 - 1/1933                   |                                                                      |                                 |
| 4                                                                                   | Lý Duy Hán                      | 1896 - 1984                     | Hán/Nam                         | Hồ Nam                          | 07/1933 - 1935                  |                                                                      |                                 |
| 6                                                                                   | Chu Ân Lai                      | 1898 - 1976                     | Hán/Nam                         | Giang Tô                        | 1935                            | Chịu trách nhiệm tổ chức                                             |                                 |
| Bộ trưởng Bộ Tổ chức Cục Tây Bắc Trung ương (trong Vạn lý trường chinh)             |                                 |                                 |                                 |                                 |                                 |                                                                      |                                 |
| 4                                                                                   | Lý Duy Hán                      | 1896 - 1984                     | Hán/Nam                         | Hồ Nam                          | 1935 - 9/1936                   | Trong cuộc Vạn lý trường chinh                                       |                                 |
| Bộ trưởng Bộ Tổ chức (đổi tên lần thứ năm)                                          |                                 |                                 |                                 |                                 |                                 |                                                                      |                                 |
| 15                                                                                  | Trương Văn Thiên                | 1900 - 1976                     | Hán/Nam                         | Giang Tô                        | 09/1936 - 10/1936               | Tổng Bí thư thứ sáu, quyền Bộ trưởng                                 |                                 |
| 16                                                                                  | Quách Hồng Đào                  | 1909 - 2004                     | Hán/Nam                         | Thiểm Tây                       | 10/1936 - 05/1937               |                                                                      |                                 |
| 17                                                                                  | Bác Cổ                          | 1907 - 1946                     | Hán/Nam                         | An Huy                          | 02/1937 - 12/1937               | Tổng Bí thư thứ năm                                                  |                                 |
| 18                                                                                  | Trần Vân                        | 1905 - 1995                     | Hán/Nam                         | Giang Tô                        | 12/1937 - 03/1943               | Chủ tịch Ủy ban Cố vấn Trung ương                                    |                                 |
| 19                                                                                  | Bành Chân                       | 1902 - 1997                     | Hán/Nam                         | Sơn Tây                         | 03/1943 - 08/1945               | Ủy viên trưởng Nhân Đại, quyền Bộ trưởng                             |                                 |
| 19                                                                                  | Bành Chân                       | 1902 - 1997                     | Hán/Nam                         | Sơn Tây                         | 07/1945 - 04/1953               | Bộ trưởng                                                            |                                 |
| 20                                                                                  | Nhiêu Thấu Thạch                | 1903 - 1975                     | Hán/Nam                         | Giang Tây                       | 04/1953 - 04/1954               |                                                                      |                                 |
| 21                                                                                  | Đặng Tiểu Bình                  | 1904 - 1997                     | Hán/Nam                         | Tứ Xuyên                        | 04/1954 - 11/1956               | Lãnh tụ tối cao thứ ba                                               |                                 |
| 22                                                                                  | An Tử Văn                       | 1909 - 1980                     | Hán/Nam                         | Thiểm Tây                       | 11/1956 - 08/1966               |                                                                      |                                 |
| Tổ trưởng Tổ Nghiệp vụ Bộ Tổ chức Trung ương (thời kỳ Đại cách mạng văn hóa vô sản) |                                 |                                 |                                 |                                 |                                 |                                                                      |                                 |
| 23                                                                                  | Nhiếp Tế Phong                  | 1914 - 1992                     | Hán/Nam                         | Hà Bắc                          | 1966 - ?                        |                                                                      |                                 |
| 24                                                                                  | Chu Quang                       | 1922 -                          | Hán/Nam                         | Sơn Đông                        | ? - ?                           |                                                                      |                                 |
| 25                                                                                  | Dương Thế Vinh                  | ? - ?                           | Hán/Nam                         | ?                               | ? - 10/1967                     |                                                                      |                                 |
| 26                                                                                  | Quách Ngọc Phong                | 1919 - 2000                     | Hán/Nam                         | Hà Bắc                          | 10/1967 - 08/1973               | Trục xuất khỏi Đảng năm 1977                                         |                                 |
| Bộ trưởng Bộ Tuyên truyền Tổ chức (tích hợp cơ quan)                                |                                 |                                 |                                 |                                 |                                 |                                                                      |                                 |
| 10                                                                                  | Khang Sinh                      | 1898 - 1975                     | Hán/Nam                         | Sơn Đông                        | 11/1970 - 12/1975               | Thường vụ Chính trị, Tứ Nhân Bang                                    |                                 |
| Tổ trưởng Tiểu tổ Hạch tâm của Đảng, Bộ Tổ chức Trung ương                          |                                 |                                 |                                 |                                 |                                 |                                                                      |                                 |
| 26                                                                                  | Quách Ngọc Phong                | 1919 - 2000                     | Hán/Nam                         | Hà Bắc                          | 08/1973 - 06/1975               | Trục xuất khỏi Đảng năm 1977                                         |                                 |
| Bộ trưởng Bộ Tổ chức Trung ương (đổi tên lần thứ sáu, đến hiện tại)                 |                                 |                                 |                                 |                                 |                                 |                                                                      |                                 |
| 26                                                                                  | Quách Ngọc Phong                | 1919 - 2000                     | Hán/Nam                         | Hà Bắc                          | 06/1975 - 12/1977               | Trục xuất khỏi Đảng năm 1977                                         |                                 |
| 27                                                                                  | Hồ Diệu Bang                    | 1915 - 1989                     | Hán/Nam                         | Hồ Nam                          | 12/1977 - 12/1978               | Tổng Bí thư thứ mười                                                 |                                 |
| 28                                                                                  | Tống Nhiệm Cùng                 | 1909 - 2005                     | Hán/Nam                         | Hồ Nam                          | 12/1978 - 02/1983               | Thượng tướng                                                         |                                 |
| 29                                                                                  | Trần Dã Bình                    | 1915 - 1994                     | Hán/Nam                         | Tứ Xuyên                        | 02/1983 - 04/1984               |                                                                      |                                 |
| 30                                                                                  | Kiều Thạch                      | 1924 - 2015                     | Hán/Nam                         | Thượng Hải                      | 04/1984 - 07/1985               | Ủy viên trưởng Nhân Đại thứ sáu                                      |                                 |
| 31                                                                                  | Úy Kiện Hành                    | 1931 - 2015                     | Hán/Nam                         | Chiết Giang                     | 07/1985 - 05/1987               | Thường vụ Chính trị khóa 15                                          |                                 |
| 32                                                                                  | Tống Bình                       | 1917                            | Hán/Nam                         | Sơn Đông                        | 05/1987 - 12/1989               | Thường vụ Chính trị khóa 13                                          |                                 |
| 33                                                                                  | Lữ Phong                        | 1921                            | Hán/Nam                         | Hà Bắc                          | 12/1989 - 10/1994               |                                                                      |                                 |
| 34                                                                                  | Trương Toàn Ảnh                 | 1931                            | Hán/Nam                         | Sơn Đông                        | 10/1994 - 03/1999               |                                                                      |                                 |
| 35                                                                                  | Tăng Khánh Hồng                 | 1939                            | Hán/Nam                         | Giang Tây                       | 03/1999 - 10/2002               | Thường vụ Chính trị khóa 16                                          |                                 |
| 36                                                                                  | Hạ Quốc Cường                   | 1943                            | Hán/Nam                         | Hồ Nam                          | 10/2002 - 10/2007               | Bí thư Kiểm Kỷ Trung ương khóa 17                                    |                                 |
| 37                                                                                  | Lý Nguyên Triều                 | 1950                            | Hán/Nam                         | Giang Tô                        | 10/2007 - 11/2012               | Phó Chủ tịch nước 2013 - 2018                                        |                                 |
| 38                                                                                  | Triệu Lạc Tế                    | 1957                            | Hán/Nam                         | Thanh Hải                       | 11/2012 - 10/2017               |                                                                      |                                 |
| 39                                                                                  | Trần Hi                         | 1953                            | Hán/Nam                         | Phúc Kiến                       | 10/2017 - 04/2023               |                                                                      |                                 |
| 40                                                                                  | Lý Cán Kiệt                     | 1964                            | Hán/Nam                         | Hồ Nam                          | 04/2023 - nay                   |                                                                      |                                 |